# Wouter Paap
Wouter Paap (Utrecht, 7 mei 1908 - Lage Vuursche, 7 oktober 1981) was een Nederlands muziekpublicist en componist.
Paap volgde de Jan van Nassau Kweekschool en voltooide deze opleiding in 1927, maar hij is nooit als onderwijzer werkzaam geweest. Van 1928 tot 1932 volgde hij aan de Toonkunst Muziekschool (het latere Utrechts Conservatorium) pianolessen bij Hester Wegerif en Lucie Veerman-Bekker. Hij vestigde zich als muziekpedagoog in Utrecht. Daar was hij als leraar verbonden aan de R.K. Kerkmuziekschool en de Nieuwe Muziekschool. Belangrijker nog werden zijn activiteiten in de muziekjournalistiek. Hij leverde in de jaren dertig bijdragen aan vele dagbladen, waarbij hij soms vijf recensies schreef over hetzelfde concert, elk aangepast aan de signatuur van de betrokken krant en toch met dezelfde strekking. Ook was hij de muziekmedewerker van het katholieke tijdschrift De Gemeenschap, vooral over kerkmuziek. 
Wouter Paap richtte samen met Jaap Kunst in 1946 het muziektijdschrift Mens en Melodie op. Hij was hoofdredacteur en drijvende kracht van dit blad tot 1973. Van zijn vele bijdragen schreef hij een deel onder de pseudoniemen Gerard Werker en Arend Schelp.

## Composities (selectie)
- Suite voor Carillon, 1933.
- Sterre der zee voor sopraansolo, gemengd koor en orkest, op tekst van Jan Engelman, 1937.
- Sinfonietta voor kamerorkest, 1938.
- De Druckkunst, declamatorium op tekst van Joost van den Vondel, 1940.
- Passacaglia voor twee piano's, 1941.
- Sonatine voor piano, 1944.
- Balletsuite voor kamerorkest, 1953.
- Electora, ouverture, 1956

## Boekpublicaties (selectie)
- Rondom den loudspeaker. Amsterdam, 1928.
- Anton Bruckner. Zijn land, zijn leven en zijn kunst. Bilthoven, 1936.
- Toscanini. Amsterdam, 1938.
- Moderne Kerkmuziek in Nederland, Bilthoven, 1941.
- Huismuziek en lekenmuziek. Bussum, 1941.
- De Symphonieën van Beethoven. Utrecht, 1946.
- De Johannes Passion van J.S. Bach. Utrecht, 1946
- Ludwig van Beethoven. Amsterdam, 1948.
- De Symfonie. Bilthoven, 1957.
- Mozart. Portret van een muziekgenie. Utrecht-Antwerpen, 1962.
- Literair leven in Utrecht tussen de beide wereldoorlogen. Utrecht-Antwerpen, 1970.
- Muziekleven in Utrecht tussen de beide wereldoorlogen. Utrecht-Antwerpen, 1972.
- Alphons Diepenbrock. Een componist in de cultuur van zijn tijd. Haarlem, 1981.